# Rudolfo de Caen

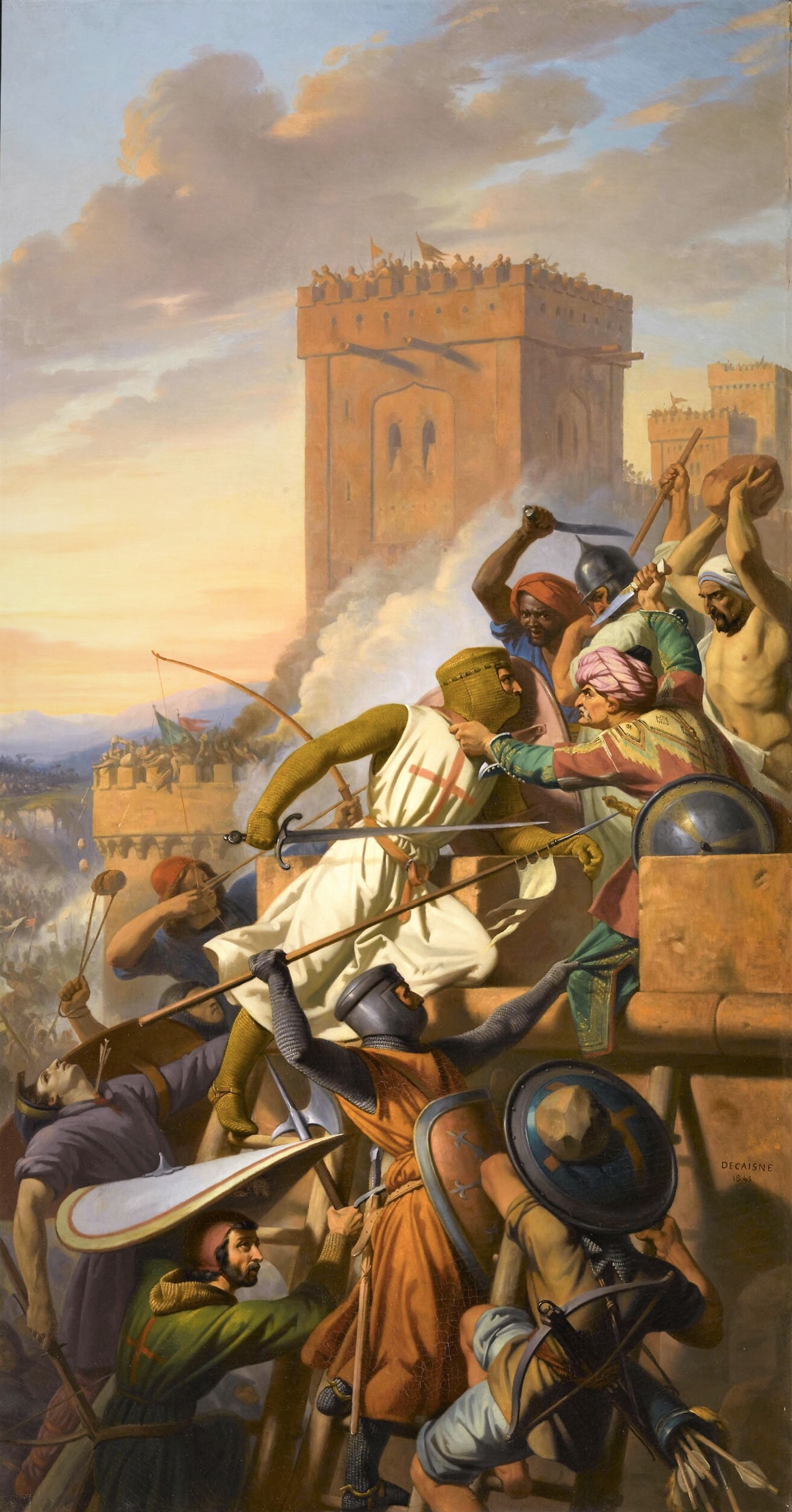
Tomada da fortaleza de Maarat pelos Cruzados em 1098

Raúl ou Rudolfo de Caen (Caen, cerca de 1080 - 1120), foi um cronista normando da época das cruzadas. Foi o autor da crónica panegírica Gesta Tancredi In Expeditione Hierosolymitana, escrita em latim (Os Feitos do Príncipe Tancredo na expedição a Jerusalém, numa tradução livre para o português) sobre os feitos de Tancredo da Galileia durante e após a Primeira Cruzada.
Rudolfo estudou em Caen sob a tutoria de Arnulfo de Rohes, que posteriormente se tornaria Patriarca Latino de Jerusalém. No decurso da sua obra, Rudolfo teceria elogios a este mestre e solicita a sua crítica como a de um professor, pedindo-lhe para corrigir o seu livro.
Antes de mais um cavaleiro normando, em 1096 Rudolfo atendeu ao chamado da cruzada, ao serviço do duque Roberto II da Normandia. Finda a expedição, acompanhou o príncipe Boemundo de Tarento no seu regresso à França, e depois na fracassada expedição contra o Império Bizantino em 1107, tendo estado presente no cerco do príncipe normando a Dirráquio. Em 1108 voltou à Terra Santa, mais precisamente à actual Síria, ao serviço de Tancredo de Altavila, regente do Principado de Antioquia durante a ausência de Boemundo.
No prefácio da Gesta Tancredi, Rudolfo conta que Boemundo e Tancredo lhe pediram para escrever a história da cruzada, uma vez que o consideravam o mais capaz para realizar tal projecto; mas, de modo a não ser acusado de adulação, resolveu abster-se de louvar Tancredo durante a vida deste, e publicar a obra somente após a sua morte. Com a morte de Tancredo em 1112, Rudolfo redigiu então a Gesta Tancredi In Expeditione Hierosolymitana, que narra os feitos de Boemundo e principalmente de Tancredo.
O livro foi escrito antes de 1118, mas os acontecimentos narrados param bruscamente em 1105, durante o cerco de Tancredo a Apameia, que foi conquistada em 1106. É provável que Rudolfo tenha escrito para além deste ponto, uma vez que chegou a mencionar a morte de Boemundo II de Antioquia em 1130, mas se for este o caso, o restante do documento foi perdido.
Apesar do tom panegírico da obra, esta tem importância histórica no sentido em que foi uma das poucas em que o autor terá sido testemunha dos acontecimentos narrados, e conhecido os principais intervenientes, dos quais foi contemporâneo. Escrita em 157 capítulos, tanto em prosa como em verso, a validade histórica da Gesta Tancredi é geralmente posta em causa por frequentemente apresentar uma versão dos factos ocorridos diferente das restantes obras contemporâneas produzidas sobre a Primeira Cruzada.